# Невежины
Неве́жины — дворянские роды. Род внесён в Бархатную книгу.
Опричниками Ивана Грозного числились Иван Фёдорович и Андрей Иванович Невежины (1573).
Известны два рода Невежиных:
1. Происходит от Никифора Владимировича Невежина, жалованного вотчиной (1617) в Рузском уезде за московское осадное сидение[3]. Потомство его внесено в VI часть дворянской родословной книги Московской губернии[4].
2. Происходит от московского типографа Андроника Тимофеевича Невежи, жившего во времена правления великого князя всея Руси Ивана Грозного[5]. Его внук Дементий Алексеевич был дьяком при царях Михаиле и Алексее, а правнук Анисим Дементьевич — дьяком Поместного приказа (1676—1700). Род внесён в VI часть родословной книги Калужской губернии.

## Описание герба
В зелёном щите золотой колос, сопровождаемый по бокам и внизу золотыми трилистниками.
Щит увенчан дворянским коронованным шлемом. Нашлемник: золотой колос между двух золотых трилистников. Намёт: зелёный с золотом. Герб Невежиных внесён в Часть 12 Общего гербовника дворянских родов Всероссийской империи, стр. 53.

## Известные представители
- Невежин Богдан Тимофеевич — дьяк (1598).
- Невежины: Иван, Анисим и Тимофей — дьяки (1676).
- Невежины: Анисим Дементьевич, Герасим и Иван Анисимовичи, Тимофей Дементьевич — дьяки (1692)[7].